# Ensemble Stars!
Ensemble Stars! est un jeu de collection de cartes d'idols masculin pour smartphones développé par une entreprise japonaise, Happy Elements K.K.
Le jeu est sorti en avril 2015 sur le Google Play, puis sur l'App Store japonais. Il n'est disponible qu'en langue japonaise.
Un manga et un roman officiels sont sortis, et un anime a vu le jour en 2019. Une adaptation en comédie musicale a aussi été faite.
Des chansons des groupes du jeu ont été produites avec Frontier Works et publiés sous forme de CD-rom, et en version dématérialisée sur iTunes.

## Synopsis
Le personnage que nous incarnons est une élève transférée à Yumenosaki, une école privée où les étudiants peuvent suivre des cours afin de devenir des idols.
Elle va y faire la connaissance des élèves, qui sont tous des garçons rassemblés en groupes d'idols, et va les accompagner en tant que productrice.
L'histoire principale du jeu se déroule au fur et à mesure que le joueur monte de niveau (jusqu'à la fin de l'histoire), et suit principalement le groupe Trickstar. 
Elle est complétée par les histoires des évènements et des tirages.

## Système de jeu
Le jeu consiste à collectionner des cartes de personnages, soit en les gagnant lors des événements proposés, soit en les gagnant dans les tirages mis en place en utilisant la monnaie du jeu.
Les événements durent 10 jours, pour une fréquence de 2 par mois.
Les cartes possèdent des statistiques, et des arbres de compétences à compléter afin de les rendre plus fortes.
Pour faire monter des cartes de niveau et récupérer des joyaux permettant d'améliorer les compétences des cartes, le joueur doit faire des leçons. Si le joueur remplit certaines conditions, il peut gagner des récompenses comme de la monnaie du jeu, des clips audios...
Quand un événement a lieu, des lives normaux ou rares peuvent apparaitre lors des leçons, et lorsqu'ils sont effectués, le joueur gagne des points d’événement. Il y a un classement général effectué selon les points des joueurs, et les meilleurs obtiennent des récompenses exclusives comme des cartes. 

## Personnages
Le jeu comporte 13 groupes d'idols, pour plus de 30 personnages, tous doublés par des comédiens de doublage japonais.

### Groupes du lycée Yumenosaki
- Trickstar

C'est le groupe principal de l'histoire principale du jeu.
Akehoshi Subaru (va: Tetsuya Kakihira), Hidaka Hokuto (va: Hosoya Yoshimasa puis Tomoaki Maeno), Yuuki Makoto (va: Shotaro Morikubo ), Isara Mao (va: Yûki Kaji)
- Fine

Tenshouin Eichi (va:Midorikawa Hikaru), Himemiya Tori (va: Ayumu Murase), Hibiki Wataru (va: Takuya Eguchi), Fushimi Yuzuru (va : Koutaro Hashimoto) 
- Undead

Sakuma Rei (va:Toshiki Masuda), Oogami Koga (va: Yûki Ono), Otogari Adonis (va: Wataru Hatano), Hakaze Kaoru (va: Kei Hosogai)
- Knights

Tsukinaga Leo (va: Shintarô Asanuma), Sena Izumi (va: Masami Ito), Sakuma Ritsu (va: Daiki Yamashita), Suou Tsukasa (va: Reio Tsuchida), Arashi Narukami (va: Sozuke Soma puis Ryo Kitamura)
- Ryuseitai

Morisawa Chiaki (va: Yuichi Jose), Shinkai Kanata (va: Koutaro Nishiyama), Nagumo Tetora (va: Yoshiki Nakajima), Takamine Midori (va: Takumi Watanabe), Sengoku Shinobu (va: Anjyu Nitta)
- Ra*bits

Nito Nazuna (va: Yuki Yonai), Hajime Shino (va: Tomoya Kosaka), Mashiro Tomoya (va: Shun'ya Hiruma), Tenma Mitsuru (va: Junya Ikeda)
- 2wink

Aoi Yuuta, Aoi Hinata (va: Soma Saito)
- Akatsuki

Hasumi Keito (va: Yuichiro Umehara), Kiryu Kuro (va: Shinichiro Kamio), Kanzaki Souma (va: Keisuke Kaminaga)
- Valkyrie

Itsuki Shu (va: Hiroki Takahashi), Kagehira Mika (va: Jun Oosuka)
- Switch

Aoba Tsumugi (va: Kaito Ishikawa), Sakasaki Natsume (va: Kenji Nojima), Harukawa Sora (va: Kazutomi Yamamoto)
- MaM

Mikejima Madara (va: Toriumi Kosuke)

### Groupes externes (Eden)
- Eve

Tomoe Hiyori (va: Natsuki Hanae), Sazanami Jun (va: Yuuma Uchida)
- Adam

Ran Nagisa (va: Junichi Suwabe), Saegusa Ibara (va: Ryota Osaka)